# Antypas I
Antypas I (ur. ok. 148 p.n.e., zm. krótko po 67 p.n.e.) – zarządca Idumei z ramienia dynastii hasmonejskiej, dziadek Heroda Wielkiego.
Jego rodzina wywodziła się z Idumei. Pochodzenie Antypasa budzi dyskusje w literaturze. Mikołaj z Damaszku, nadworny historyk Heroda Wielkiego, potomka Antypasa, twierdził, że ten ostatni był potomkiem żydowskiego rodu, który powrócił z wygnania babilońskiego. Józef Flawiusz, mający dostęp do archiwów genealogicznych w Jerozolimie, stwierdził, że wersja Mikołaja z Damaszku była jedynie pochlebstwem dla Heroda i jest nieprawdziwa. Według Flawiusza Antypater pochodził ze znakomitego rodu idumejskiego. Z kolei Juliusz Afrykańczyk podkreślał, że Herod Wielki pochodził z ubogiego rodu.
Losy Antypasa rekonstruuje się na podstawie przekazów Flawiusza, Afrykańczyka i Epifaniusza. Był synem Heroda, kapłana świątyni w Askalonie. Około 140 p.n.e. został uprowadzony dla okupu przez idumejskich rozbójników. Ojca nie było stać na jego zapłatę, dlatego Antypas pozostał w Idumei. Około 127 p.n.e. przyjął judaizm.
Za panowania Aleksandra Jannaja został zarządcą Idumei. Sprawował tę funkcję także za rządu jego następczyni Aleksandry Salome.
Miał synów Antypatra, Faliona i Józefa.
Po śmierci Antypasa zarządcą Idumei został jego syn Antypater.